# 3 Pancerna Brygadowa Grupa Bojowa „Bulldogs”
3 Pancerna Brygadowa Grupa Bojowa (ang. 3rd Armored Brigade Combat Team, 1st Armored Division) – oddział Armii Stanów Zjednoczonych, aktualnie przydzielony do 1 Dywizji Pancernej.

## Struktura organizacyjna
Skład 2020
- 4 batalion 6 pułku piechoty (4-6 INF)
- 1 batalion 77 pułku pancernego (1-77 AR)
- 2 szwadron 13 pułku kawalerii (2-13 CAV)
- 4 batalion 1 pułku artylerii polowej (4-1 FAR)
- 2 batalion inżynieryjny (2 BEB)
- 123 Batalion Wsparcia Brygady (123 BSB)

## Kampanie i wyróżnienia

### Kampanie
- II wojna światowa
  - Rzym-Arno
  - Apeniny Północne
  - Nizina Padańska
- I wojna w Zatoce Perskiej
  - obrona Arabii Saudyjskiej
  - wyzwolenie Kuwejtu
  - przerwanie ognia
- Wojna z terroryzmem

### Odznaczenia
- Valorous Unit Award, haftowana wstęga IRAQ-KUWAIT 1991
- Valorous Unit Award, haftowana wstęga IRAQ 2003